# Negenharrie
Negenharrie est une municipalité allemande située dans le land du Schleswig-Holstein et dans l'arrondissement de Rendsburg-Eckernförde.

## Personnalités liées à la ville
- Herbert Blöcker (1943-2016), cavalier né à Fiefharrie.